# Villanueva de la Vera
Villanueva de la Vera település Spanyolországban, Cáceres tartományban. Villanueva de la Vera Talayuela, Valverde de la Vera, Navalonguilla, Bohoyo, Madrigal de la Vera, Oropesa és Pueblonuevo de Miramontes községekkel határos. Lakosainak száma 2110 fő (2024).

## Népesség
A település népessége az elmúlt években az alábbi módon változott:
| Lakosok száma | 1978 | 2075 | 2113 | 2108 | 2109 | 2155 | 2092 | 2021 | 2114 | 2110 |
|               | 2001 | 2004 | 2006 | 2009 | 2011 | 2014 | 2016 | 2019 | 2021 | 2024 |